# Västra Gångborstjärnarna (Alfta socken, Hälsingland, 678484-149438)
Västra Gångborstjärnarna är en sjö i Ovanåkers kommun i Hälsingland och ingår i Dalälvens huvudavrinningsområde.